# Malik Harris
Malik Harris, (Landsberg am Lech, 1997. augusztus 27. –) német-amerikai énekes és dalszerző. Ő képviselte Németországot a 2022-es Eurovíziós Dalfesztiválon, Torinóban.

## Élete
A Vilgertshofen melletti Issingben nőtt fel.
2022-ben részt vett az Eurovíziós Dalfesztiválon, ahol a döntőben a huszonötödik, utolsó helyen végzett Rockstars című dalával.

## Diszkográfia

### Albumak
- 2021: Anonymous Colonist

### EP
- 2019: Like That Again

### Kislemezek
- 2018: Say the Name
- 2019: Welcome to the Rumble
- 2019: Like That Again
- 2019: Home
- 2020: Crawling
- 2020: Faith
- 2020: When We've Arrived
- 2021: Bangin' on My Drum
- 2021: Dance
- 2021: Time for Wonder
- 2022: Rockstars

## Fordítás
- Ez a szócikk részben vagy egészben  a   Malik Harris című német Wikipédia-szócikk fordításán alapul.  Az eredeti cikk szerkesztőit annak laptörténete sorolja fel. Ez a jelzés csupán a megfogalmazás eredetét és a szerzői jogokat jelzi, nem szolgál a cikkben szereplő információk forrásmegjelöléseként.
- Ez a szócikk részben vagy egészben  a   Malik Harris című angol Wikipédia-szócikk fordításán alapul.  Az eredeti cikk szerkesztőit annak laptörténete sorolja fel. Ez a jelzés csupán a megfogalmazás eredetét és a szerzői jogokat jelzi, nem szolgál a cikkben szereplő információk forrásmegjelöléseként.